# Cape Finniss
Cape Finniss är en udde i Australien. Den ligger i delstaten South Australia, omkring 380 kilometer nordväst om delstatshuvudstaden Adelaide.
Trakten runt Cape Finniss är nära nog obefolkad, med mindre än två invånare per kvadratkilometer.. Närmaste större samhälle är Elliston, nära Cape Finniss. 
Genomsnittlig årsnederbörd är 478 millimeter. Den regnigaste månaden är juni, med i genomsnitt 102 mm nederbörd, och den torraste är oktober, med 11 mm nederbörd.